# Patrimonio netto
Il patrimonio netto (anche capitale netto, in inglese: net worth; in contabilità, equity), in ragioneria, economia aziendale e diritto commerciale, esprime la consistenza del patrimonio di proprietà dell'impresa.
Rappresenta la misura dei mezzi propri investiti dall'imprenditore o dai soci nell'impresa, mentre il patrimonio lordo rappresenta il totale degli impieghi (o investimenti) effettuati anche con il concorso del capitale di credito.

## Descrizione
Esso rappresenta, infatti, le cosiddette fonti di finanziamento interne (vedi bilancio d'esercizio), ossia quelle fonti provenienti direttamente o indirettamente dal soggetto o dai soggetti che costituiscono e promuovono l'impresa.
Dato il valore degli asset totali di una società, se vi si sottrae il valore totale del gravame su questi asset (cioè le liability), si ottiene il valore degli asset liberi da gravame, cioè l'equity, che si incrementa finanziandosi emettendo azioni nel mercato pubblico e regolamentato come la borsa (public equity) o in un mercato over the counter (private equity). Quest'ultimo concetto non è presente solo in corporate finance e contabilità finanziaria, ma anche nella common law (equity) con un altro significato.
In altri termini, ci si riferisce al capitale proveniente:
- Dall'imprenditore, nel caso di imprese individuali;
- Dai soci, nell'ipotesi di impresa collettiva;
- Dall'autofinanziamento, ossia utili realizzati e reinvestiti all'interno della stessa impresa.

Il patrimonio netto è pertanto l'insieme dei mezzi propri (rappresentano capitale di pieno rischio, poiché si tratta di capitali sottoposti integralmente alle sorti dell'impresa e operanti come garanzia nei confronti dei terzi) determinato dalla somma del capitale conferito dal proprietario (o dai soci) in sede di costituzione dell'impresa o durante la vita della stessa con apporti successivi e dall'autofinanziamento.
In concreto, il patrimonio netto si scompone in più voci, dette parti ideali di patrimonio netto, per distinguere la parte derivante dall'apporto dei soci dalla parte derivante dall'autofinanziamento proprio. Tali parti ideali possono essere di segno positivo o negativo.
In ambito bancario, finanziario e assicurativo il patrimonio è vincolato a dei criteri di adeguatezza quantitativi e qualitativi , secondo i quali i fondi devono essere proporzionati ai rischi finanziari e operativi tipici. In tale accezione, il patrimonio diviene anche presidio per stabilità del sistema finanziario (oltre alla già menzionata funzione di garanzia verso i creditori sociali). Rispetto al patrimonio netto contabile, il patrimonio considerato ai fini di vigilanza considera anche strumenti di debito "ibridi", qualora questi siano irredimibili e utilizzabili per assorbire le perdite di esercizio.

## Struttura
In particolare, nelle imprese con veste di società è costituito dalle seguenti voci:
- Capitale sociale, che rappresenta il capitale conferito dai soci al momento della costituzione dell'impresa. Versamenti a titolo di capitale sociale possono essere operati anche in seguito, quando la vita dell'impresa lo richiede. Il capitale sociale è frazionato in quote, ognuna rappresentativa di una parte di esso. Le quote vengono assegnate in proporzione al capitale versato. Nel corso della vita dell'impresa il capitale sociale può aumentare (quando si rendono necessari nuovi finanziamenti e non si vuole o non si può ricorrere a finanziamenti esterni) o diminuire (in caso di perdite consistenti oppure in caso di esubero).
- Riserve, in prima approssimazione vengono costituite trattenendo nell'impresa gli utili conseguiti che non vengono distribuiti ai soci (riserve di utili), e che quindi rappresentano una forma di autofinanziamento adottata dall'impresa stessa. Quindi le riserve costituiscono la più autentica fonte interna di finanziamento, ancor più propria dell'impresa di quanto possa essere il capitale sociale. Quest'ultimo, infatti, non è prodotto dall'impresa ma acquisito da soggetti terzi, cioè i soci. Le riserve di utili possono essere: obbligatorie (o legali), statutarie, facoltative. Alle riserve di utili si affiancano le "riserve di capitale" le quali includono finanziamenti soci in conto capitale "a fondo perduto" o in conto "aumenti futuri di capitale". Nel primo caso si tratta di conferimenti che i soci effettuano per fornire risorse immediate, al fine di assorbire perdite di esercizio; nel secondo caso si tratta di accantonamenti di risorse che saranno utilizzate per un futuro aumento di capitale [3].
- Utili da destinare, costituiti dall'utile d'esercizio conseguito nell'ultimo esercizio e dal residuo utile di un esercizio precedente in attesa di destinazione. Tali utili, in base alle decisioni dei soci, possono essere distribuiti ai soci o portati in aumento di riserve o a copertura di perdite pregresse.
- Perdite in sospeso, che possono riguardare la perdita d'esercizio subita nell'ultimo periodo amministrativo o perdite di esercizi precedenti. Tali perdite potranno essere coperte con varie modalità a seconda delle decisioni dei soci.

Bisogna notare che il capitale sociale, le riserve e gli utili da destinare sono parti ideali positive, mentre le perdite in sospeso sono parti ideali negative.
Si ha, dunque, la seguente relazione:
Può essere considerato:
- Da un punto di vista contabile, dalla differenza tra attività e passività dello stato patrimoniale;
- Da un punto di vista economico come effettiva ricchezza di competenze dei soci, ricchezza che si ricava dalla liquidazione dell'attivo e dopo aver rimborsato il passivo.
- Da un punto di vista finanziario come fonte di finanziamento interna;